# Eero Naapuri
Eero Johannes Naapuri (ur. 29 grudnia 1918 w Lammi, zm. 14 grudnia 1987 w Helsinkach) – fiński biathlonista i oficer.
W 1948 wystąpił na igrzyskach olimpijskich w Sankt Moritz, wspólnie z Mikko Meriläinenem, Vilho Ylönenem i Tauno Honkanenem zajmując drugie miejsce w zawodach pokazowych w patrolu wojskowym. Był to jego jedyny start olimpijski. Brał udział w wojnie kontynuacyjnej, części II wojny światowej, walcząc na terenie Karelii.